# Aleh Michałowicz
Aleh Rascisławawicz Michałowicz (biał. Алег Расціслававіч Міхаловіч, ros. Олег Ростиславович Михалович; ur. 1 sierpnia 1989) – białoruski zapaśnik walczący w stylu klasycznym. Olimpijczyk z Pekinu 2008, gdzie zajął piąte miejsce w kategorii 74 kg.
Szesnasty na mistrzostwach świata w 2006. Wicemistrz Europy w 2006, a trzeci w 2004. Uniwersytecki wicemistrz świata w 2002 roku.